# Saint-Germain-sur-Avre
Saint-Germain-sur-Avre is een gemeente in het Franse departement Eure (regio Normandië). De plaats maakt deel uit van het arrondissement Évreux. Saint-Germain-sur-Avre telde op 1 januari 2022 1.188 inwoners.

## Geografie
De oppervlakte van Saint-Germain-sur-Avre bedroeg op 1 januari 2022 5,39 vierkante kilometer; de bevolkingsdichtheid was toen 220,4 inwoners per km².

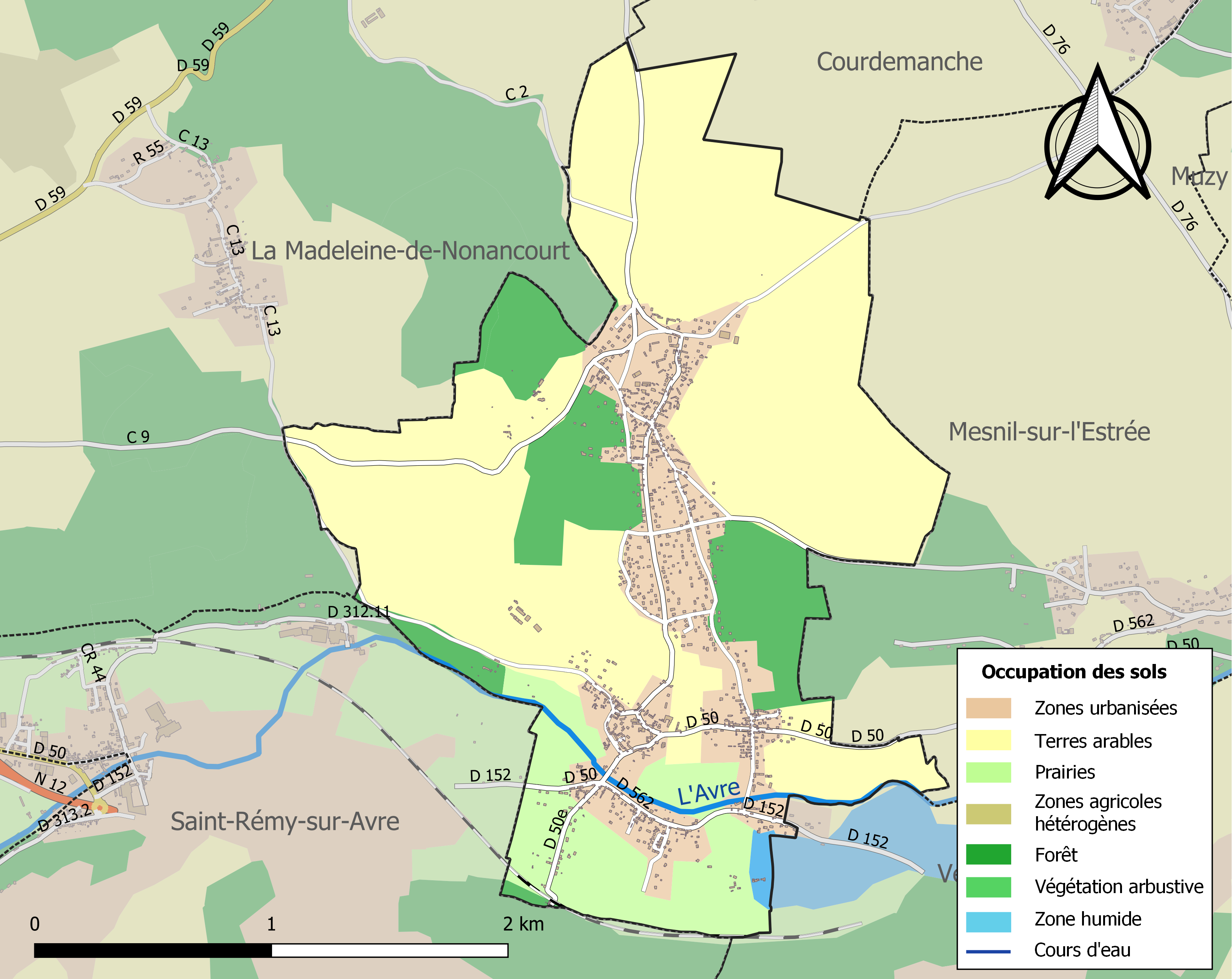
Kaart van de gemeente met belangrijkste infrastructuur, bodemgebruik en omliggende gemeenten

## Demografie
Onderstaande figuur toont het verloop van het inwonertal (bron: INSEE-tellingen).